# 1447
Il 1447 (MCDXLVII in numeri romani) è un anno  del XV secolo.

## Eventi
- Viene creata a Milano l'Aurea Repubblica Ambrosiana.
- Viene istituita da Alfonso V d'Aragona la Regia dogana della mena delle pecore.

## Nati
- 1º febbraio - Eberardo II di Württemberg, duca tedesco († 1504)
- 4 febbraio - Ludovico Lazzarelli, poeta e filosofo italiano († 1500)
- 5 aprile - Caterina da Genova, mistica e veggente italiana († 1510)
- 5 luglio - Costanzo I Sforza, condottiero italiano († 1483)
- 10 settembre - Paolo da San Leocadio, pittore italiano
- 30 ottobre - Lucas Watzenrode, vescovo cattolico polacco († 1512)
- 3 dicembre - Bayezid II, sultano ottomano († 1512)
- 9 dicembre - Chenghua, imperatore cinese († 1487)
- 15 dicembre - Alberto IV di Baviera, sovrano († 1508)
- Matteo d'Afflitto, giurista italiano († 1523)
- Giovanni Antonio Amadeo, scultore, ingegnere e architetto italiano († 1522)
- Anna Comnena, principessa bizantina
- Francesco Bianchi, pittore italiano († 1510)
- Ludovico Bolognini, giurista e diplomatico italiano († 1508)
- Pietro Cirneo, presbitero e storico italiano († 1506)
- Susanna Gonzaga, nobile e religiosa († 1481)
- Neroccio di Bartolomeo de' Landi, pittore e scultore italiano († 1500)
- Giovanni Antonio Piatti, scultore italiano († 1480)
- Fazio Giovanni Santori, cardinale e vescovo cattolico italiano († 1510)
- Gian Luigi di Savoia, vescovo cattolico († 1487)
- Veit Stoss, scultore, pittore e incisore tedesco († 1533)
- Giorgio Valla, umanista italiano († 1500)
- Francesco I d'Orléans-Longueville, nobile francese († 1491)
- Bartolomeo della Rovere, patriarca cattolico italiano († 1496)

## Morti
- 23 febbraio - Papa Eugenio IV, papa, vescovo cattolico e cardinale italiano (n. 1383)
- 23 febbraio - Umfredo Plantageneto, duca di Gloucester, principe inglese (n. 1390)
- 6 marzo - Coletta di Corbie, religiosa e santa francese (n. 1381)
- 13 marzo - Shah Rukh, sovrano persiano (n. 1377)
- 3 aprile - Niccolò d'Acciapaccio, cardinale e arcivescovo cattolico italiano (n. 1382)
- 11 aprile - Enrico Beaufort, cardinale e vescovo cattolico inglese
- 1º maggio - Ludovico VII di Baviera-Ingolstadt, duca (n. 1368)
- 6 luglio - Antão Martins de Chaves, cardinale e vescovo cattolico portoghese
- 13 luglio - Costanza da Varano, poetessa italiana (n. 1428)
- 5 agosto - John Holland, II duca di Exeter, nobile e militare inglese (n. 1395)
- 13 agosto - Filippo Maria Visconti, duca (n. 1392)
- 15 settembre - Denis du Moulin, cardinale e patriarca cattolico francese
- 7 ottobre - Pietro Donà, arcivescovo cattolico e umanista italiano
- 23 ottobre - Beatrice d'Aviz, nobile portoghese (n. 1386)
- 31 ottobre - Tommaso Bellacci, religioso italiano
- 14 novembre - Detesalvo Lupi, condottiero italiano
- 16 dicembre - Agnese da Montefeltro, nobile italiana (n. 1431)
- 24 dicembre - Margherita d'Asburgo, nobile (n. 1395)
- Giacomo II Crispo, duca (n. 1426)
- Diomede Gonzaga, nobile e politico italiano
- Biagio Molin, patriarca cattolico italiano
- Angelo de' Perigli, giurista italiano
- Sicco Polenton, scrittore, umanista e giurista italiano (n. 1375)
- Covella Ruffo, nobile italiana (n. 1378)
- Vlad II Dracul, nobiluomo rumeno (n. 1392)
- Pierre de Tiniéres, nobile francese
- Mircea II di Valacchia (n. 1427)

## Calendario
| Calendario 1447 | Calendario 1447 | Calendario 1447 | Calendario 1447 | Calendario 1447 | Calendario 1447 | Calendario 1447 | Calendario 1447 | Calendario 1447 | Calendario 1447 | Calendario 1447 | Calendario 1447 | Calendario 1447 | Calendario 1447 | Calendario 1447 | Calendario 1447 | Calendario 1447 | Calendario 1447 | Calendario 1447 | Calendario 1447 | Calendario 1447 | Calendario 1447 | Calendario 1447 | Calendario 1447 | Calendario 1447 | Calendario 1447 | Calendario 1447 | Calendario 1447 | Calendario 1447 | Calendario 1447 | Calendario 1447 | Calendario 1447 | Calendario 1447 |
| --------------- | --------------- | --------------- | --------------- | --------------- | --------------- | --------------- | --------------- | --------------- | --------------- | --------------- | --------------- | --------------- | --------------- | --------------- | --------------- | --------------- | --------------- | --------------- | --------------- | --------------- | --------------- | --------------- | --------------- | --------------- | --------------- | --------------- | --------------- | --------------- | --------------- | --------------- | --------------- | --------------- |
|                 | 1               | 2               | 3               | 4               | 5               | 6               | 7               | 8               | 9               | 10              | 11              | 12              | 13              | 14              | 15              | 16              | 17              | 18              | 19              | 20              | 21              | 22              | 23              | 24              | 25              | 26              | 27              | 28              | 29              | 30              | 31              |                 |
| Gennaio         | Do              | Lu              | Ma              | Me              | Gi              | Ve              | Sa              | Do              | Lu              | Ma              | Me              | Gi              | Ve              | Sa              | Do              | Lu              | Ma              | Me              | Gi              | Ve              | Sa              | Do              | Lu              | Ma              | Me              | Gi              | Ve              | Sa              | Do              | Lu              | Ma              |                 |
| Febbraio        | Me              | Gi              | Ve              | Sa              | Do              | Lu              | Ma              | Me              | Gi              | Ve              | Sa              | Do              | Lu              | Ma              | Me              | Gi              | Ve              | Sa              | Do              | Lu              | Ma              | Me              | Gi              | Ve              | Sa              | Do              | Lu              | Ma              |                 |                 |                 |                 |
| Marzo           | Me              | Gi              | Ve              | Sa              | Do              | Lu              | Ma              | Me              | Gi              | Ve              | Sa              | Do              | Lu              | Ma              | Me              | Gi              | Ve              | Sa              | Do              | Lu              | Ma              | Me              | Gi              | Ve              | Sa              | Do              | Lu              | Ma              | Me              | Gi              | Ve              |                 |
| Aprile          | Sa              | Do              | Lu              | Ma              | Me              | Gi              | Ve              | Sa              | Do              | Lu              | Ma              | Me              | Gi              | Ve              | Sa              | Do              | Lu              | Ma              | Me              | Gi              | Ve              | Sa              | Do              | Lu              | Ma              | Me              | Gi              | Ve              | Sa              | Do              |                 |                 |
| Maggio          | Lu              | Ma              | Me              | Gi              | Ve              | Sa              | Do              | Lu              | Ma              | Me              | Gi              | Ve              | Sa              | Do              | Lu              | Ma              | Me              | Gi              | Ve              | Sa              | Do              | Lu              | Ma              | Me              | Gi              | Ve              | Sa              | Do              | Lu              | Ma              | Me              |                 |
| Giugno          | Gi              | Ve              | Sa              | Do              | Lu              | Ma              | Me              | Gi              | Ve              | Sa              | Do              | Lu              | Ma              | Me              | Gi              | Ve              | Sa              | Do              | Lu              | Ma              | Me              | Gi              | Ve              | Sa              | Do              | Lu              | Ma              | Me              | Gi              | Ve              |                 |                 |
| Luglio          | Sa              | Do              | Lu              | Ma              | Me              | Gi              | Ve              | Sa              | Do              | Lu              | Ma              | Me              | Gi              | Ve              | Sa              | Do              | Lu              | Ma              | Me              | Gi              | Ve              | Sa              | Do              | Lu              | Ma              | Me              | Gi              | Ve              | Sa              | Do              | Lu              |                 |
| Agosto          | Ma              | Me              | Gi              | Ve              | Sa              | Do              | Lu              | Ma              | Me              | Gi              | Ve              | Sa              | Do              | Lu              | Ma              | Me              | Gi              | Ve              | Sa              | Do              | Lu              | Ma              | Me              | Gi              | Ve              | Sa              | Do              | Lu              | Ma              | Me              | Gi              |                 |
| Settembre       | Ve              | Sa              | Do              | Lu              | Ma              | Me              | Gi              | Ve              | Sa              | Do              | Lu              | Ma              | Me              | Gi              | Ve              | Sa              | Do              | Lu              | Ma              | Me              | Gi              | Ve              | Sa              | Do              | Lu              | Ma              | Me              | Gi              | Ve              | Sa              |                 |                 |
| Ottobre         | Do              | Lu              | Ma              | Me              | Gi              | Ve              | Sa              | Do              | Lu              | Ma              | Me              | Gi              | Ve              | Sa              | Do              | Lu              | Ma              | Me              | Gi              | Ve              | Sa              | Do              | Lu              | Ma              | Me              | Gi              | Ve              | Sa              | Do              | Lu              | Ma              |                 |
| Novembre        | Me              | Gi              | Ve              | Sa              | Do              | Lu              | Ma              | Me              | Gi              | Ve              | Sa              | Do              | Lu              | Ma              | Me              | Gi              | Ve              | Sa              | Do              | Lu              | Ma              | Me              | Gi              | Ve              | Sa              | Do              | Lu              | Ma              | Me              | Gi              |                 |                 |
| Dicembre        | Ve              | Sa              | Do              | Lu              | Ma              | Me              | Gi              | Ve              | Sa              | Do              | Lu              | Ma              | Me              | Gi              | Ve              | Sa              | Do              | Lu              | Ma              | Me              | Gi              | Ve              | Sa              | Do              | Lu              | Ma              | Me              | Gi              | Ve              | Sa              | Do              |                 |